# Židovský hřbitov v Černovicích
Židovský hřbitov v Černovicích leží nalevo od slepé Vodní ulice vedoucí k areálu zemědělského družstva v Černovicích, asi 500 m od severního okraje obce. Je chráněn jako kulturní památka České republiky.
Hřbitov byl založen někdy v polovině 17. století. Na ploše 1099 m² se do dnešních dní dochovalo asi 300 náhrobních kamenů (macev).
Na přelomu 20. a 21. století prošel hřbitov rekonstrukcí, při níž byla opravena hřbitovní zeď a znovu vztyčena část náhrobků. Cesta ke hřbitovu je dnes lemována kameny coby symbolickými vzpomínkami na černovické Židy – jsou popsány jejich jmény a životním osudem.
Před opravenou márnicí byl v roce 2002 odhalen památník obětem holokaustu. V márnici je malá expozice dějin místní židovské obce.
Černovická židovská komunita přestala existovat v roce 1940.
V obci se nachází také bývalá synagoga.

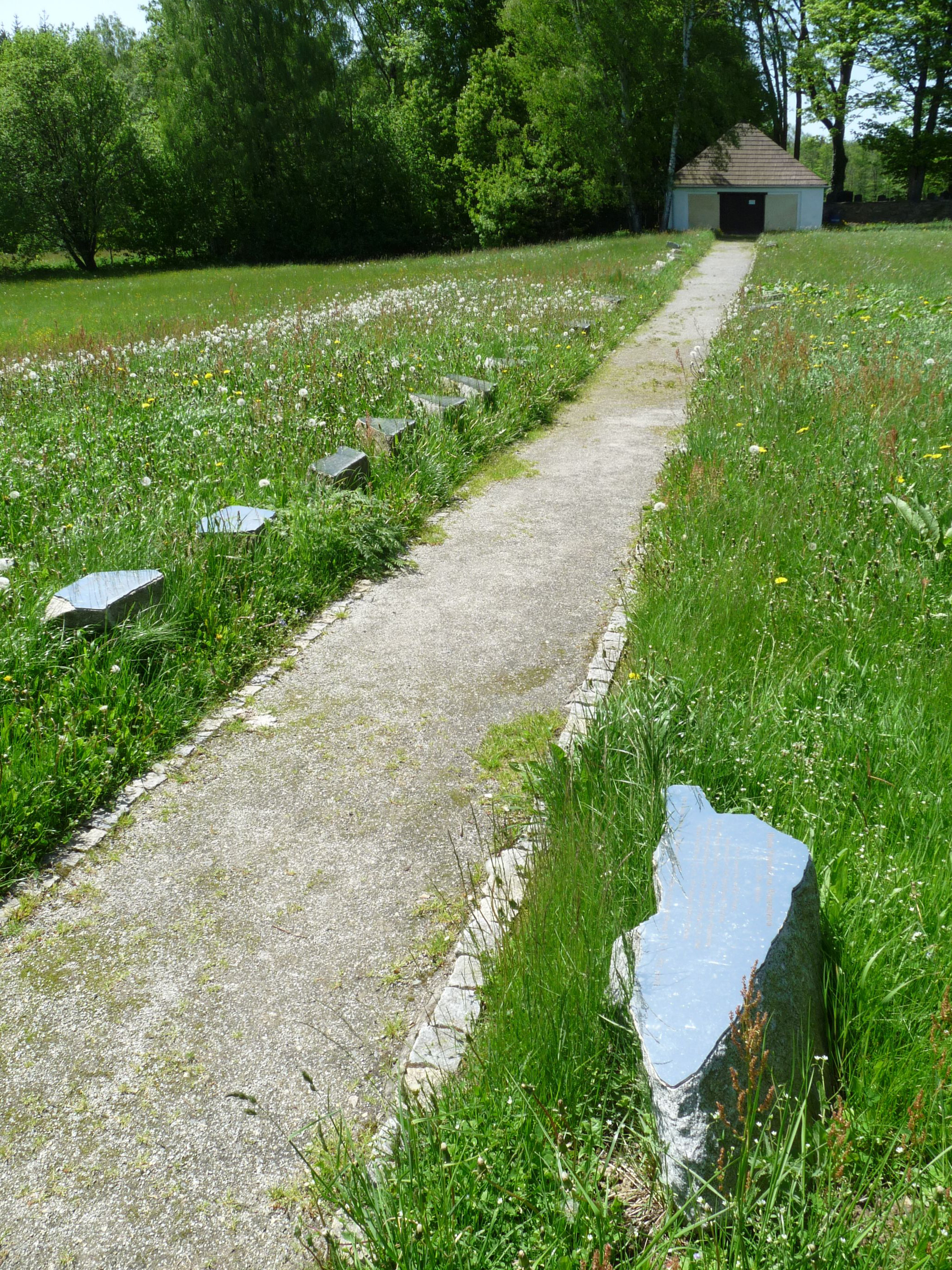
Obnovená cesta k márnici